# Henri Anier
Henri Anier (* 17. Dezember 1990 in Tallinn) ist ein estnischer Fußballspieler.

## Karriere

### Verein
Henri Anier begann seine Karriere in der Jugend von Flora Tallinn. Im Jahr 2007 wurde der Stürmer für eine Spielzeit zum FC Valga Warrior verliehen. Beim Zweitligisten aus Valga konnte Anier in 24 Einsätzen 13 Tore erzielen. Zurück in Tallinn konnte er an den Leistungen, die er in der Esiliiga gezeigt hatte, eine Liga höher anknüpfen und traf dort regelmäßig. Am Saisonende hinter Levadia Tallinn Vizemeister konnte Anier im Alter von 18 Jahren bereits in der Estnischen Meisterschaft überzeugen. Mit seinen 15 Toren war er der sechst erfolgreichste Schütze neben Indrek Zelinski der ebenfalls so oft treffen konnte. Andere Vereine aus dem Ausland wurden zu diesem Zeitpunkt auf den Juniorennationalspieler aufmerksam und er wechselte schließlich zunächst auf Leihbasis zusammen mit Joonas Tamm vom FC Flora zu Sampdoria Genua, in der Jugend Primavera wollten die beiden Esten sich für einen längerfristigen Vertrag in der Serie A anbieten. Im Jahr 2010 kam er jedoch gemeinsam mit Tamm wieder zurück zum Stammverein und konnte mit Flora am Saisonende 2010 den Titel gewinnen. In der folgenden Saison 2011 wurde dieser erfolgreich verteidigt, mit 21 Toren konnte er zugleich seine persönlichen Bestleistung aufstellen, wobei der Angreifer dazu bester Torjäger des Meisters wurde. Zweitbeste Torschützen in den Reihen des Rekordmeister waren neben seinem Bruder Henri der Georgier Sakaria Beglarischwili mit elf Toren. Mit Ende der Saison unterschrieb Henri Anier einen Dreijahresvertrag bei Viking Stavanger aus Norwegen. Sein Debüt gab er am ersten Spieltag der Saison 2012 im Auswärtsspiel bei Sandnes Ulf, welches 2:2 endete. Im Jahr 2013 wurde der Stürmer zweimal verliehen zunächst zum norwegischen Zweitligisten Fredrikstad FK später zum schottischen Erstligisten FC Motherwell.
Im Juni 2014 unterschrieb er einen Vertrag beim FC Erzgebirge Aue. Sein Bruder Hannes unterschrieb zum gleichen Zeitpunkt einen Kontrakt beim Verein aus Sachsen, nachdem er zuvor ein Probetraining unter Falko Götz absolviert hatte. Während der Vorbereitung auf die neue Saison, verletzte sich der Stürmer, sodass er bis zur Winterpause lediglich sechsmal in der 2. Liga zum Einsatz kam. Für Henri Anier hatte Aue im Sommer 350.000 Euro an den FC Motherwell bezahlt. Der Este, der Jakub Sylvestr ersetzen sollte, stand bei seinen sechs Einsätzen für Aue nicht einmal über 90 Minuten auf dem Feld. Im Januar 2015 befand er sich in Vertragsgesprächen mit dem schottischen Erstligisten Dundee United, bei dem er schließlich einen Vertrag bis zum Jahr 2017 unterschrieb. Im September 2015 wurde Anier bis zum Saisonende an den schottischen Zweitligisten Hibernian Edinburgh verliehen. Die Leihe wurde im Januar 2016 vorzeitig beendet. Im August 2016 verließ er Dundee und wechselte zu Kalmar FF. Im Januar 2017 wechselte Anier zurück nach Schottland zu Inverness Caledonian Thistle.
Am 10. Juli 2017 unterzeichnete er einen 18-monatlichen Vertrag beim finnischen FC Lahti. Am 1. Februar 2019 wechselte er für zwölf Monate zum südkoreanischen Suwon FC Über den Go Ahead Eagles, wo er 2020 lediglich zwei Ligaspiele bestritt, landete er im gleichen Jahr beim estnischen Paide Linnameeskond. Nach 41 Spielen in der ersten Liga, der Meistriliiga, wechselte er zur Rückrunde 2021/22 im Januar 2022 nach Thailand, wo er einen Vertrag beim Erstligisten Muangthong United unterschrieb. Für den Verein aus Pak Kret, einem Vorort der Hauptstadt Bangkok, bestritt er 31 Erstligaspiele. Hierbei erzielte er elf Tore. Nach der Saison wurde sein Vertrag nicht verlängert. Im Juli 2023 zog es ihn nach Hongkong, wo ihn der Erstligist Lee Man FC unter Vertrag nahm. Am Ende der Saison 2023/24 wurden er und Noah Baffoe Torschützenkönig der Liga. Beide erzielten jeweils 17 Tore.

### Nationalmannschaft
Nach Einsätzen für diverse estnische Jugendauswahlen kam Anier am 19. Juni 2011 im Testspiel gegen Chile (0:4) zu seinem Debüt für die A-Nationalmannschaft seines Heimatlandes. In der 76. Minute kam der Stürmer für Sergei Mošnikov auf das Spielfeld. Seitdem absolvierte er 92 Länderspiele und traf dabei 22 Mal.

## Erfolge
- Estnischer Meister: 2010, 2011
- Estnischer Pokalsieger: 2008, 2009, 2011
- Estnischer Supercupsieger: 2011
- Schottischer Pokalsieger: 2016

## Auszeichnungen
Hong Kong Premier League
- Torschützenkönig: 2023/24 (17 Tore)

## Sonstiges
Sein jüngerer Bruder Hannes (* 1993) war ebenfalls Fußballprofi und spielte u. a. 2014/15 beim FC Erzgebirge Aue.